# Олександрівка (Олександрівська сільська громада)
Олекса́ндрівка (в минулому — Невкус) — село в Україні, адміністративний центр Олександрівської сільської громади Мелітопольського району Запорізької області. Населення становить 1049 осіб.

## Географія
Село Олександрівка розташоване за 5 км від Молочного лиману, за 7 км від Азовського моря, за 24 км на південь від селища Приазовське. Найближча залізнична станція — Мелітополь за 46,5 км. Селом тече струмок, який переходить у велику затоку.

## Історія
Село Олександрівка засновано 1861 року переселенцями з Полтавщини, Київщини, Бердянського повіту на місці колишнього татарського аулу Татли-Кулак. Першими мешканцями були переселенці з Полтавської губернії, які заснували село на східному березі Молочного лиману, за 7 км від Азовського моря в балці Шатикуль. Перші переселенці носили такі прізвища: Уланов, Мєшков, Токарєв, Іванов, Бутяєв, Дрогов, Барчуков, Коваленко, Коротенко, Науменко, Левченко, Корнійчук, Саприкін, Бреус, Остроух, Савенко.
До середини 1860-х років XIX століття село мало назву Невкус. За народними переказами назву отримало за «невкусну» воду з місцевої річки. Після скасування кріпосного права Невкус було перейменовано у Олександрівку. За однією з версій, назвали село так на честь імператора Олександра II, як ініціатора цієї реформи, за що, до речі, називали його Олександром–Визволителем. А можливо, це пов'язано з діяльністю «князя Таврійського» Григорія Потьомкіна, який сприяв заселенню земель півдня України.
7 (20) листопада 1917 року, відповідно до Третього Універсалу Української Центральної Ради, увійшло до складу Української Народної Республіки.
Під час організованого радянською владою Голодомору 1932—1933 років померло щонайменше 434 жителі села.
27 листопада 2017 року, в ході децентралізації, село набуло статусу адміністративного центру Олександрівської сільської громади шляхом об'єднання Олександрівської та Дівнинської сільських рад Приазовського району.
12 червня 2020 року, відповідно до розпорядження Кабінету Міністрів України № 713-р «Про визначення адміністративних центрів та затвердження територій територіальних громад Запорізької області», село увійшло в Олександрівську сільську громаду.
19 липня 2020 року, в результаті адміністративно-територіальної реформи та ліквідації Приазовського району, село увійшло до складу Мелітопольського району.

## Населення
Згідно з переписом УРСР 1989 року чисельність наявного населення села становила 1147 осіб, з яких 505 чоловіків та 642 жінки.
За переписом населення України 2001 року в селі мешкало 1046 осіб.

### Мова
Розподіл населення за рідною мовою за даними перепису 2001 року:
| Мова       | Відсоток |
| ---------- | -------- |
| українська | 88,85 %  |
| російська  | 9,44 %   |
| вірменська | 1,53 %   |
| молдовська | 0,19 %   |

## Економіка
- ТОВ «Олександрівка».

## Об'єкти соціальної сфери
- Середня загальнооствітня школа.
- Дитячий дошкільний навчальний заклад.
- Будинок культури.
- Лікарня.

## Особистості
- Дробаха Олександр Іванович — український письменник, просвітник, публіцист, краєзнавець.
- Левченко Микола Григорович — директор сільськогосподарського підприємства, кавалер ордена «За заслуги» II ступеня[10].